# Торос Таронаци
Торос Таронаци (на арменски: Թորոս Տարոնացի), известен също като Торос Мшеци (на арменски: Թորոս Մշեցի) е средновековен арменски художник, поет и учен, изтъкнат представител на Гладзорската школа на миниатюра през първата половина на 14-и век.

## Биография
Датите на раждане и смърт на Торос Таронаци не са известни. Родом е от град Муш, с което е свързано второто му име Мшеци. Известни са имената на родителите му – баща Саркис и майка Мариам. Учи в университета към манастира „Гладзор“ във Вайоц Дзор при големия арменски богослов и основател на университета Есаи Нчеци. В края на 13-и и началото на 14-и век манастирът е известен като голямо културно средище и събира ученици от различните региони на Велика Армения. След завършването на университета Таронаци остава в Гладзор. Предполага се, че известно време пребивава в Киликия, където възприема принципите на прочутата киликийска миниатюра. Творческата дейност на Таронаци съвпада с разцвета на Гладзорския университет и продължава около 40 години. Според съвременниците той е не само талантлив художник, но и учен с дълбоки познания, поет и майстор-калиграф.

## Творчество
Изкуството на Торос Таронаци в значителна степен е свързано с древните традиции на Велика Армения. Стилът на миниатюриста съчетава местните художествени подходи с тези на Киликийската школа, при което се създават качествено нови произведения с цялостен вид и характерна непосредственост. Таронаци има свои оригинални решения за декоративната украса на страниците. На него принадлежат новите типове маргинални знаци и инициали, той използва различен начин на комбиниране на антропоморфните и зооморфните мотиви. Миниатюрите му, макар лишени от финеса и елегантността на киликийската книжовна живопис, впечатляват с ярки наситени багри, богати орнаменти и динамичните рисунки на фигурите. Искрящите със злато флорални мотиви и изображения на реални и фантастически животни напомнят елементите на езическото изкуство. В сюжетната живопис на Таронаци се отразява народното творчество, някои сцени включват битови мотиви. Своеобразен е колоритът на ръкописите, използващ контраста между синьо и червено.

### Ръкописи
Известни са 19 ръкописа, преписани и илюстрирани от Таронаци, запазени са 13 с доказано негово авторство. Първият негов ръкопис е евангелие, създаден е през 1307 г. по поръчение на Есаи Нчеци, днес се съхранява в библиотеката на Венецианския орден на мъхитаристите (MS 1917). Последният ръкопис с подписа на Таронаци е от 1346 г.
Сред творбите на Таронаци специално място заема завършената през 1318 г. Библия на Есаи Нчеци. Тя се съхранява в Ереван, в Института за древни ръкописи Матенадаран (MS 206) и е една от малкото арменски илюстрирани библии. Ръкописът впечатлява с количеството миниатюри, украсена е всяка негова страница. Всички глави започват с разнообразни инициали във вид на композиции от хора, животни, птици, растения и геометрически фигури. Тематичните миниатюри (11 броя) и портретите на евангелисти съдържат изображения на одеяния, видове оръжие и готически детайли на сгради, присъщи на други култури и възможно са заимствани от някой латински ръкопис. В творчеството на Таронаци и като цяло в арменската миниатюра този случай е единствен. Към книгата се отнасят още два портрета. Единият е на Есаи Нчеци, другият вероятно е автопортрет на Таронаци. Двата портрета са изпълнени с голямо майсторство.
Другият известен ръкопис на Таронаци е Евангелие от 1323 г. (Матенадаран, MS 6289). Той притежава много богата декоративна част, особено впечатляваща със златните си винетки. В растителните орнаменти на хораните са включени различни сцени: Св. Георги убива дракона; орел ловува яребица; ангел ослепява демона. В качеството на елементи на украсата участват изображенията на папагали, щрауси, крокодили и др. На полетата около текста са нарисувани овчари, гимнастици, райски птици, птици на високи крака. Тематичните миниатюри се отличават със свежи и ярки багри. От титулните листове особено интересен е този към Евангелието на Йоан. В горната му част е изобразена Богородица, кърмяща младенец, и двама ангели. Инициалът на листа е съставен от символите на четиримата евангелисти и завършва с млад Христос, седнал в позата на ученик. Страничният орнамент отдясно е увенчан с орел, символ на евангелиста Йоан.
- Библия на Есаи Нчеци, 1318 г. Матенадаран, MS 206
- Библия на Есаи Нчеци, 1318 г. Матенадаран, MS 206
- Библия на Есаи Нчеци, 1318 г. Матенадаран, MS 206
- Евангелие, 1323 г.
 Матенадаран, MS 6289